# حلم فيفر
حلم فيفر (بالإنجليزية: Fevre Dream) هي رواية مصاصي دماء كتبها الكاتب الأمريكي جورج ر. ر. مارتن عام 1982. تدور أحداث الرواية على نهر المسيسيبي قبل الحرب الأهلية الأمريكية، بدءًا من عام 1857، وقد وصفها النقاد ومارتن نفسه بأنها «لقاء بين برام ستوكر ومارك توين». وعن كتابة الرواية، قال مارتن «لقد تأثرت بشدة بالوقت الذي قضيته في دوبيوك، آيوا، حيث كانت تُبنى البواخر النهرية ذات يوم».
نُشرت الرواية لأول مرة في الولايات المتحدة بواسطة دار نشر بوسيدون عام 1982. ثم نُشرت لاحقًا ككتاب ورقي في السوق الشامل عام 1983 بواسطة دار بوكيت بوكس. وتميزت كلتا النسختين بفن الغلاف من تصميم بارون ستوري. كما نُشرت الرواية أيضًا في عام 1983 كغلاف مقوى في المملكة المتحدة بواسطة دار جولانكز وكغلاف ورقي بواسطة دار سفير بوكس. في عام 2001، أعادت دار أوريون بوكس طباعة رواية حلم فيفر باعتبارها المجلد 13 من سلسلة فانتازيا ماسترووركس الخاصة بهم. وأعادت دار كتب بانتام طباعتها كغلاف ورقي في عامي 2004 و2012.
تم ترشيح الرواية في عام 1983 لجائزة لوكوس وجائزة عالم الفانتازيا.

## الحبكة
تدور أحداث رواية حلم فيفر على طول نهر المسيسيبي في عام 1857، قبيل الحرب الأهلية الأمريكية. تركز القصة على رحلة نهرية تديرها شركة بخارية تسمى فيفر دريم، والتي تملكها شخصية يُدعى أبراهام فان هيلسينج. تظهر في الرواية مجموعة من مصاص دماء تقيم علاقات مع البشر، وتتناول الصراعات بين الطرفين، بالإضافة إلى قضايا العبودية والتمييز في تلك الحقبة التاريخية. تمزج الرواية بين عناصر الرعب والفنتازيا التاريخية، مقدمة سردًا غنيًا يعكس الأجواء الاجتماعية والسياسية في أمريكا في منتصف القرن التاسع عشر.

## التكييف مع الرواية المصورة
في عام 2010، نشرت دار أفاتار برس رواية مصورة مقتبسة من 10 أعداد للكاتب دانييل إبراهام والفنان رافا لوبيز. قام مايك وولفر برسم كل غلاف من أغلفة السلسلة القصيرة، والتي تم جمعها ونشرها بعد ذلك بواسطة دار أفاتار في عام 2011 في مجلد واحد ذي غلاف مقوى.

## وصلات خارجية
- حلم فيفر على موقع المكتبة المفتوحة (الإنجليزية)
- حلم فيفر على موقع نووسفير (الفرنسية)
- حلم فيفر على موقع قاعدة بيانات الخيال العلمي على الإنترنت (الإنجليزية)
- ُحلم فيفر عنوان مُدرج في قاعدة بيانات الخيال التأملي على الإنترنت
- حلم فيفر في عوالم بلا نهاية